# كامبريا، بارانا
كامبريا بلدية في ولاية بارانا في المنطقة الجنوبية من البرازيل.